# Prinzessin-Astrid-Küste
Koordinaten: 71° S, 13° O
Die Prinzessin-Astrid-Küste (norwegisch Prinsesse Astrid Kyst) ist ein Küstenabschnitt des ostantarktischen Königin-Maud-Lands. Sliegt zwischen dem 5° und 20° östlichen Längengrad. Nach Westen schließt sich die Kronprinzessin-Martha- und nach Osten die Prinzessin-Ragnhild-Küste an. Sie grenzt an die Lazarew- und die Riiser-Larsen-See, beides Randmeere des Südpolarmeers.
Entdeckt wurde die Küste im März 1931 von Kapitän Hans Halvorsen, der das Walfangmutterschiff New Sivilla steuerte. Die Küste wurde nach Prinzessin Astrid von Norwegen (* 1932) benannt.
Mehrere Länder haben Forschungsstationen in diesem Bereich.